# Stephen Wright
Cet article concerne le critique d'art canadien. Pour le footballeur écossais, voir Stephen Wright (footballeur).
 (décembre 2009).
Si vous disposez d'ouvrages ou d'articles de référence ou si vous connaissez des sites web de qualité traitant du thème abordé ici, merci de compléter l'article en donnant les références utiles à sa vérifiabilité et en les liant à la section « Notes et références ».
Stephen Wright, né à Vancouver, Canada, en 1963, est un critique d'art contemporain canadien, enseignant, traducteur et commissaire d'exposition vivant à Paris. Il écrit et produit des expositions sur les pratiques artistiques ou « para-artistiques », soulevant l'hypothèse d’un  « art sans œuvre, sans auteur et sans spectateur »[réf. nécessaire], une hypothèse non étayée à ce jour puisque toutes les expositions dont il est question ont été présentées à des publics concrets.

## Biographie
Stephen Wright a étudié la littérature comparée à l’université Paris 3 - Sorbonne Nouvelle. Il a étudié également à Ottawa et comme auditeur libre pendant quelque temps à Berlin. Il a enseigné comme contractuel à l'École des Beaux-Arts de Brest. Il a été directeur éditorial[réf. nécessaire] de la XVe Biennale de Paris. Par ailleurs, il est membre de l'Association Internationale des Critiques d'Art et a été directeur de programme au [[Collège International de Philosophie|Collège International de Philosophie[réf. nécessaire]]]. Il a été membre du comité de rédaction de la revue Mouvements et de Third Text[réf. nécessaire] De 1997 à 2005, il a été le correspondant de la revue Parachute en Europe[réf. nécessaire] Il a été également commissaire d'exposition et traducteur de romans, essais, scénarios et poésie.

## Théorie de l’art
Les recherches de Stephen Wright portent sur les pratiques à "faible coefficient de visibilité artistique"  ou, dit plus simplement, sur l'art conceptuel, et, plus spécialement, sur les conditions de possibilités d'un art sans œuvre, sans auteur et sans spectateur, qui relèverait d'un "régime sémiotique dominant" et sur des "pratiques artistiques dénormées". [réf. nécessaire] La question reste ouverte. 

### La crise de l’art
L’art traverse depuis quelques décennies une crise axiologique, épistémologique et ontologique dont la profondeur ne peut se comparer qu’à celle de la Renaissance.[réf. nécessaire] C’est d’ailleurs de la Renaissance que nous avons hérité les conventions encore en usage et les institutions conceptuelles encore solidement en place, selon Stephen Wright. [réf. nécessaire]

### L’œuvre, l’auteur, le spectateur
Les trois présupposés qui régissent l’apparaître de l’art, du moins selon les conventions : l’art a lieu dans une œuvre, c’est-à-dire que l’art se manifeste dans le monde nécessairement et presque naturellement sous forme d’œuvre ; l’art a lieu par l’intermédiaire de l’auteur, sa présence corporelle et son autorité créative – exprimées par la signature – garantissant l’authenticité artistique de la proposition ; l’art a lieu devant ces agrégats homogénéisés de spectateurs qu’on range sous la catégorie désormais plurielle de publics. [réf. nécessaire] Une catégorie pourtant bien spécifique, différenciée et très documenté par les recherches en sociologies de l'art depuis plus de trente ans. 
Envisager un art sans œuvre, sans auteur et sans spectateur a une conséquence immédiate  : l’art perd sa visibilité en tant que tel[réf. nécessaire] et aussi sa raison d'être.  Et, donc, et a fortiori les critiques et théoriciens de l'art. 
Pour des pratiques qui se situent dans la lignée des arts visuels, et surtout pour les institutions normatives qui les gèrent, le problème n’est pas négligeable, car s’il n’est pas visible, il échappe à tout contrôle, à toute prescription, à toute réglementation, en somme à toute police.[réf. nécessaire] L'art n'a donc plus aucune raison d'être, ni les critiques d'art ou les théoriciens d'art des cinquante dernières années. 

### Le faible coefficient de visibilité artistique
Le faible coefficient de visibilité artistique caractérise des pratiques dont la visibilité artistique est délibérément affaiblie, relevant de l’art - essentiellement l'art conceptuel, une catégorie bien définie - tout en ayant une valeur propre à un autre champ d’activité humaine - mais on se demande encore lequel. 
Pour le monde de l’art institutionnel, il passe pour axiomatique que l’art – cet ensemble amorphe d’activités et de configurations symboliques qu’on range sous cette catégorie – doit être visible ou à tout le moins compréhensible. [réf. nécessaire] Typiquement, les artistes – cet ensdiformemblamorphee de professionnels de l’expression qu’on range sous cette catégorie – se démènent pour atteindre la côte de visibilité la plus élevée dans l’économie réputationnelle de l’art. [réf. nécessaire], incluant les théoriciens et critiques d'art. On appelle ça,  le marché de l'art. Et il y a aussi un marché des critiques et théoriciens de l'art qui cherchent à vivre de ce marché tant institutionnel qu'économique. 
Ce faisant, tout ce beau monde, incluant les critiques et théoriciens d'art, obéit – à son insu, peut-être, mais rarement à son corps défendant – à la logique dominante de notre société, selon laquelle la valeur ne se mesure qu’en termes chiffrables, où la valeur d’échange se substitue à toute autre valeur[réf. nécessaire] Tout ce beau monde agit comme les militants qui cherchent à conférer une visibilité maximale à leur cause, dans tous les médias possibles, et toutes les institutions  (sans-abri, étrangers en situation irrégulière, INHA, etc) – dans l’espoir qu’elle soit prise en charge par la société comme si celle-ci ne s’était jusqu’alors pas aperçue de leur existence. [réf. nécessaire] Or, il se peut qu’ils fassent l’exact contraire de ce qu’il faudrait faire. [réf. nécessaire] Au lieu de se rendre visibles, ils fuient la visibilité et tournent à leur avantage l’anonymat qu’ils vivent non pas comme un stigmate mais comme une chance, surtout s'ils profitent de l'invisibilité de leur statut et revenus d'institutions qui les financent pour penser l'infinancable.[réf. nécessaire] Leur apparition artistique et institutionnelle est repoussée jusqu’au moment opportun, car ils savent d’expérience et d’observation qu’une fois entrés dans la visibilité, leur temps est compté, leur capacité à nuire amoindrie. Les pratiques sont lisibles sans être visibles, surtout pour la communauté de parasites qui les rendent visibles pour tirer profit de leur invisibilité, comme les critiques et les théoriciens de l'art ci-devant.[réf. nécessaire]
Par cette attention soutenue au devenir du projet, un art à faible coefficient de visibilité artistique s’inscrit davantage dans le temps, que dans l’espace, interrogeant implicitement la notion du temps public plus que celle, souvent rabâchée dans le milieu de l’art, d’espace public. [réf. nécessaire] Or ce fait pose un problème bien réel pour les gestionnaires des musées, comme pour les marchands de l’art, mais aussi pour les critiques et théoriciens de l'art,  qui doivent respectivement montrer et vendre quelque chose, soit physiquement, soit intellectuellement : car que pourrait-on bien exposer dans nos musées et galeries dès lors qu’on admet que les éléments matériaux des dispositifs ne sont que des produits dérivés, de fades ersatz d’une activation qui a eu lieu ailleurs, ou seulement dans des textes que personnes ne lit ? [réf. nécessaire]

### Les institutions conceptuelles
Par institutions conceptuelles, Stephen Wright entend le système de dispositifs qui régit les modalités d’apparition de l’art dans le monde, incluant sa propre apparition en tant que soi-disant critique et théoricien de l'art ; l’ensemble hétérogène de discours, de lieux et de présupposés qui dictent les conditions de possibilité de l’art et de ses critiques ou théoriciens à un moment donné ou autrement dit, de gouverner comment nous pensons l’art. Ce faisant, Wright conforte toutes les thèses déjà établies en sociologie de l'art - notamment que les institutions normatives qui s’incarnent dans l’architecture physique, sociale et économique des lieux de diffusion, de production et d’évaluation de l’art (galeries, musées, revues, universités, INHA...) sont d’autant plus déterminantes qu’elles passent généralement inaperçues : puisqu’elles se sont naturalisées avec le temps, elles semblent aller de soi au lieu de sauter aux yeux comme les inventions historiquement déterminées qu’elles sont. 
Mettre en question la colonne vertébrale de ces institutions conceptuelle - l’œuvre d’art, l’auteur, le spectateur, et les critiques ou théoriciens de l'art - ou même mettre en évidence leur caractère contingent, c’est déjà envisager d’autres modes ontologiques de l’art, d’autres modes et fonctions constitutifs de l’art, notamment sociologiques, économiques, et, finalement politiques. [réf. nécessaire]

### La notion d’œuvre
Selon Wright, "toujours pensée comme porteuse de valeur ou comme valeur incarnée, la notion d’œuvre se révèle aujourd’hui moins descriptive que normative, et en tant que telle, singulièrement inadaptée pour penser une production artistique tournée vers des processus ouverts." Umberto Eco avait déjà pensé tout cela et dès 1966, et critiquait le fait que par "œuvre", on désignerait  toujours implicitement une proposition achevée. Wright pense, contrairement à Eco et Pareyson, que la notion d’œuvre impliquerait encore aujourd'hui dans la conception commune une causalité et une hiérarchie entre processus et finalité, une différence entre deux étapes, dont la première est subordonnée à la seconde. [réf. nécessaire] Ce qui équivaut à croire que personne n'aurait lu ni appris de Eco et Pareyson. 

### La spectatorialité
Sans l’adhésion du public au caractère artistique de la proposition, validant ainsi sa prétention à la reconnaissance (« ceci est de l’art ») par une suspension volontaire de l’incrédulité, l’art ne peut avoir lieu du tout. [réf. nécessaire] Pareyson a démontré toute la complexité de cette dynamique oeuvre-réception.
D’où vient-elle, dans l’histoire des idées, la notion selon laquelle la spectatorialité serait constitutive de l’art lui-même ? Le Moyen Âge ne connaissait pas de spectateur qui n'émerge qu'à la Renaissance. C'est Emmanuel Kant qui, en envisageant l'art – qu’il définit comme l’unique phénomène esthétique susceptible de nous procurer un « plaisir désintéressé » – du seul point de vue du spectateur, introduit celui-ci comme une quasi évidence au cœur même de notre conception de l'art. 
Mais cette conception réductrice de Kant pose évidemment plein de problèmes pour la théorie d'un art sans oeuvre - Kant n'ayant par ailleurs jamais traité de l'art comme tel dans La Critique de la faculté de juger [réf. nécessaire]
L’idée selon laquelle l’art se destine à un spectateur passe donc désormais pour une évidence incontestée et elle le reste à ce jour puisqu'un art sans spectateur n'a aucune raison d'être. 
Le spectateur a toujours été un élément propre à un régime de visibilité que l'art conceptuel a remis en question.[réf. nécessaire]
D’autre part, l’art lui-même, par les conventions déterminant comment il apparaît dans le monde, à savoir l'institution artistique et tout l'appareil critique qui l'appuie, engendre ses spectateurs et ses publics - très normés sociologiquement et politiquement : le spectateur subit l’art sans participer à la constitution de ses conventions, auxquelles participent la critique et la théorie de l'art, autant que les institutions économiques. Tant que l’art dépendra de l’assentiment des spectateurs, mais surtout des institutions artistiques qui en justifie l'existence et la valeur,  tout en déterminant le rôle passif qui leur est dévolu (pire encore aujourd’hui est la démagogie autour de la prétendue participation, parfaitement tronquée, du spectateur), il restera fondamentalement anti-démocratique. [réf. nécessaire]

### L’art déceptuel
Par « art déceptuel » Stephen Wright défini l'art dominant, exposé dans les lieux réservés à cet effet. Ici l’expérience est à la fois conceptuelle et décevante : elle est déceptuelle. [réf. nécessaire]

## Citations
- « L'œuvre d'art fait écran à l'activité artistique. » [réf. nécessaire]
- « L'art peut s'affranchir de tout sauf de son histoire. » [réf. nécessaire]
- « L’art n’est pas fonction du spectateur, mais le spectateur est fonction de l’art. » [réf. nécessaire]
- « L'objet d'art est la solidification de l'expérience artistique. » [réf. nécessaire]

## Expositions[2]
- 2004 : « L'avenir du ready-made réciproque » (Apexart, New York)
- 2005 : « In Absentia » (Passerelle, Brest)
- 2005 : « Ten-IA » (Kubor, Bordeaux)
- 2006 : « Rumeur comme média » (Aksanat, Istanbul)
- 2006 : « Dataesthetics » (WHW, Zagreb)